# Prezentacja dychoptyczna
Prezentacja dychoptyczna (z gr. dicha – na dwie części oraz optic – związany ze wzrokiem) – widzenie dwóch oddzielnych i niezależnych bodźców przez każde oko. Używana między innymi do wywołania efektu stereoskopowego oraz przy przeprowadzaniu eksperymentów dotyczących percepcji wzrokowej.